# Moreno neuquen
Moreno neuquen är en spindelart som beskrevs av Platnick, Shadab och Sorkin 2005. Moreno neuquen ingår i släktet Moreno och familjen Prodidomidae. Inga underarter finns listade i Catalogue of Life.